# Masacre de El Salado
La Masacre de El Salado fue una masacre cometida en la población colombiana de El Salado (subregión Montes de María) entre el 16 y el 22 de febrero del 2000, aunque otras fuentes hablan de que la masacre se alargó durante dos semanas. El asesinato masivo fue cometido por el Bloque Norte y Bloque Héroes de los Montes de María del grupo paramilitar Autodefensas Unidas de Colombia (AUC), que comandaba Rodrigo Tovar Pupo (alias 'Jorge 40'), y Rodrigo Mercado Pelufo (alias 'Cadena').

## Masacre
La acción criminal en el salado consistió en torturas, degollamientos, decapitaciones y violaciones de un número aún sin determinar de campesinos indefensos, entre ellos una niña de seis años y una mujer de 65; en un principio se habló de entre 30 y 60 personas asesinadas, pero en junio de 2008 la Fiscalía determinó que fueron más de 100, asegurando que podía haber sido la matanza más grande de los paramilitares en toda su historia.
La matanza fue perpetrada por al menos 450 hombres pertenecientes al grupo paramilitar que además destrozaron las casas y el comercio de la población. Es considerada una de las acciones conocidas más sanguinarias de las AUC.
14 de los cadáveres fueron hallados en cuatro fosas comunes en un lote del corregimiento Villa del Rosario (El Salado), jurisdicción del municipio de El Carmen de Bolívar, después de ser torturados y degollados en la iglesia del pueblo, otros fueron masacrados en una mesa ubicada en la cancha de futbol del lugar.
Según testigos los paramilitares desmembraban y torturaban a los pobladores con motosierras, destornilladores, piedras y maderos mientras bebían licor saqueado de las tiendas, violaban mujeres, ahorcaban jóvenes, apaleaban ancianos y mujeres embarazadas mientras escuchaban música a alto volumen. La masacre provocó el desplazamiento de al menos 280 personas entre hombres, mujeres y niños.

## Responsables
La masacre fue comandada por Nicolás Castellanos Duque, Jhon Jairo Esquivel Cuadrado, alias 'el Tigre', y Uber Enrique Bánquez Martínez, alias 'Juancho Dique'. Fue ordenada por Jorge 40, quien durante el proceso de Justicia y Paz dijo que fueron órdenes de Carlos Castaño máximo comandante de las AUC, y respaldada por Salvatore Mancuso, jefe del Bloque Catatumbo, y de Rodrigo Mercado Pelufo, alias "Cadena", jefe del Bloque Héroes de los Montes de María. De la masacre también se acusa al entonces capitán de corbeta de la Armada Héctor Martín Pita Vásquez, quien fue llamado a juicio por la Fiscalía en febrero de 2008.
Aunque los incidentes de violencia en la zona en enero de 2000 justificasen el refuerzo de la presencia militar en la región, la Policía Nacional y la unidad de Infantería de Marina responsable de la región la dejaron desprotegida y no impidieron el avance paramilitar. Una unidad del Frente 37 de las extintas Fuerzas Armadas Revolucionarias de Colombia-Ejército del Pueblo (FARC-EP) atacó reiteradamente a uno de los grupos paramilitares que avanzaba hacia El Salado. Este grupo pidió  refuerzo a los otros dos y, tras su integración, se benefició de la ventaja numérica y de potencia de fuego, gracias al uso de un helicóptero de combate. Esto obligó a los guerrilleros a retirarse.

## Cultura popular
La Masacre de El Salado es mencionada en el capítulo 6 de la temporada 4 de Mr. Robot, como la causante de la muerte de la madre de Olivia, cómplice de los negocios del Grupo Deus (que en el universo de la serie estuvo involucrada en esta masacre) en el Banco Nacional de Chipre.
La poetisa colombiana Eliana Hernández Pachón publicó un libro titulado La mata; un poema que se basa en la matanza.
El poeta colombiano Omar Garzón publicó en su libro Flores para un ocaso un poema titulado Camino para el olvido, dedicado a las víctimas de la masacre de El Salado.
El poeta colombiano Hellman Pardo publicó en su libro El sol abre su oscuridad un poema titulado El Salado (Ruidos en el camino), dedicado a las víctimas de la masacre de El Salado.